# Emil Nyeng
Emil Nyeng (* 30. April 1991 in Tromsø) ist ein ehemaliger norwegischer Skilangläufer.

## Werdegang
Nyeng nahm von 2010 bis 2018 vorwiegend am Scandinavian Cup teil. Dabei kam er zweimal auf den dritten Platz sowie einmal auf den ersten Platz und erreichte in der Saison 2014/15 den fünften Platz sowie in der Saison 2016/17 den vierten Rang in der Gesamtwertung. Sein Debüt im Weltcup gab er im Februar 2011 beim Sprint in Drammen, wo er als 72. die Qualifikation für die Endläufe verpasste. Im März 2014 erreichte er am selben Ort mit Rang 21 erstmals die Punkteränge im Weltcup. In der Saison 2014/15 gelangem ihm mit jeweils Rang 19 bei den Sprints in Ruka und Otepää seine ersten und einzigen Top-20-Resultate im Weltcup. Sein zehntes und damit letztes Weltcuprennen absolvierte er im März 2018 in Drammen, wobei er den 22. Platz im Sprint errang. In den Jahren 2018 und 2019 gewann er den Lillehammer Troll Ski Marathon über 95 km klassisch.

## Siege bei Continental-Cup-Rennen
| Nr. | Datum            | Ort      | Disziplin             | Serie            |
| --- | ---------------- | -------- | --------------------- | ---------------- |
| 1.  | 24. Februar 2015 | Jõulumäe | 1 km Sprint klassisch | Scandinavian Cup |